# Hotel des Indes
L'Hotel des Indes di Batavia era uno dei più antichi e prestigiosi alberghi d'Asia. Situato a Batavia nelle Indie orientali olandesi (l'odierna Giacarta, capitale dell'Indonesia), l'albergo ha ospitato innumerevoli personaggi illustri durante la sua esistenza dal 1829 al 1971.

## Storia
Dopo la fondazione di Batavia da parte della Compagnia olandese delle Indie orientali, la città divenne in fretta il principale insediamento olandese nel Sud-est asiatico. Già nel 1747 gli olandesi avevano iniziato a costruire sui terreni sui quali in seguito sorgerà l'Hotel des Indes. Nel 1760 il sito venne comprato dal governatore generale della Compagnia olandese delle Indie orientali, Reynier de Klerck.
Nel 1824 i terreni vennero quindi passarono nelle mani del governo delle Indie orientali olandesi e successivamente, nel 1828, videro la costruzione di un collegio femminile. Tuttavia, il collegio venne ben presto abbandonato in quanto a causa della mancanza di donne europee nelle Indie orientali olandesi le sue insegnanti continuavano a lasciare i loro posti per sposarsi.

### Hotel de Provence
Nel 1829 la proprietà venne acquistata da un francese, Antoine Surleon Chaulan (nato nel 1793 a Aubagne in Provenza), il quale vi aprì un albergo che prese il nome di Hotel de Provence in omaggio alla sua terra natale. Étienne Chaulan, fratello del proprietario, comprò l'albergo ad un'asta nel 1845 per 25.000 fiorini olandesi. Étienne rese l'albergo celebre per essere il primo a vendere diversi tipi di gelati alla maniera europea in città.
Nel 1851 l’hotel venne comprato da Cornelis Denninghoff, il quale lo rinominò Hotel Rotterdam. Sebbene l’albergo fosse posizionato vicino all’elitaria società Armonia e alla sartoria francese Oger Frères, esso perse in prestigio finché l’anno successivo venne acquistato da un membro del personale, lo svizzero Francois Auguste Emile Wijss, marito di Antoinette Victorine Chaulan, la figlia sedicenne di Surleon Chaulan.

### Hotel des Indes
Su consiglio di nondimeno che Multatuli, nome d'arte di Eduard Douwes Dekker, cliente della struttura, nel 1956 Wijss cambiò nuovamente il nome dell’albergo, che divenne allora l’Hotel del Indes.
Nel 1860 Wijss vendette l'albergo al francese Cresonnier. Louis Couperus, un altro scrittore famoso, ne divenne cliente regolare. Cresonnier ingaggiò i famosi fotografi inglesi Walter Bentley Woodbury (1834–1885) e James Page (1833–1865) per svolgere un servizio fotografico per pubblicizzare la struttura.
Alla morte di Cresonnier nel 1870 la sua famiglia vendette l'albergo a Theodor Gallas il quale a sua volta lo cedette nel 1866 a Jacob Lugt per 177.000 fiorini olandesi. Lugt ampliò notevolmente l'hotel comprando dei terreni adiacenti. Durante la depressione economica, nel 1897 Lugt fondò il ‘s.a.Hotel Des Indes’ per prevenire l'instabiltà finanziaria di una potenziale bancarotta.
Nel 1942 le autorità giapponesi fecero risiedere il futuro vicepresidente Mohammad Hatta nell'albergo.

### Hotel duta Indonesia
Dopo l'indipendenza dell'Indonesia, nel 1960 la struttura venne confiscata dal governo indonesiano e cambiò nome in Hotel Duta Indonesia. L'albergo fu infine demolito nel 1971 per far spazio ad un nuovo centro commerciale.